# الاقتصاد المؤسسي الحديث

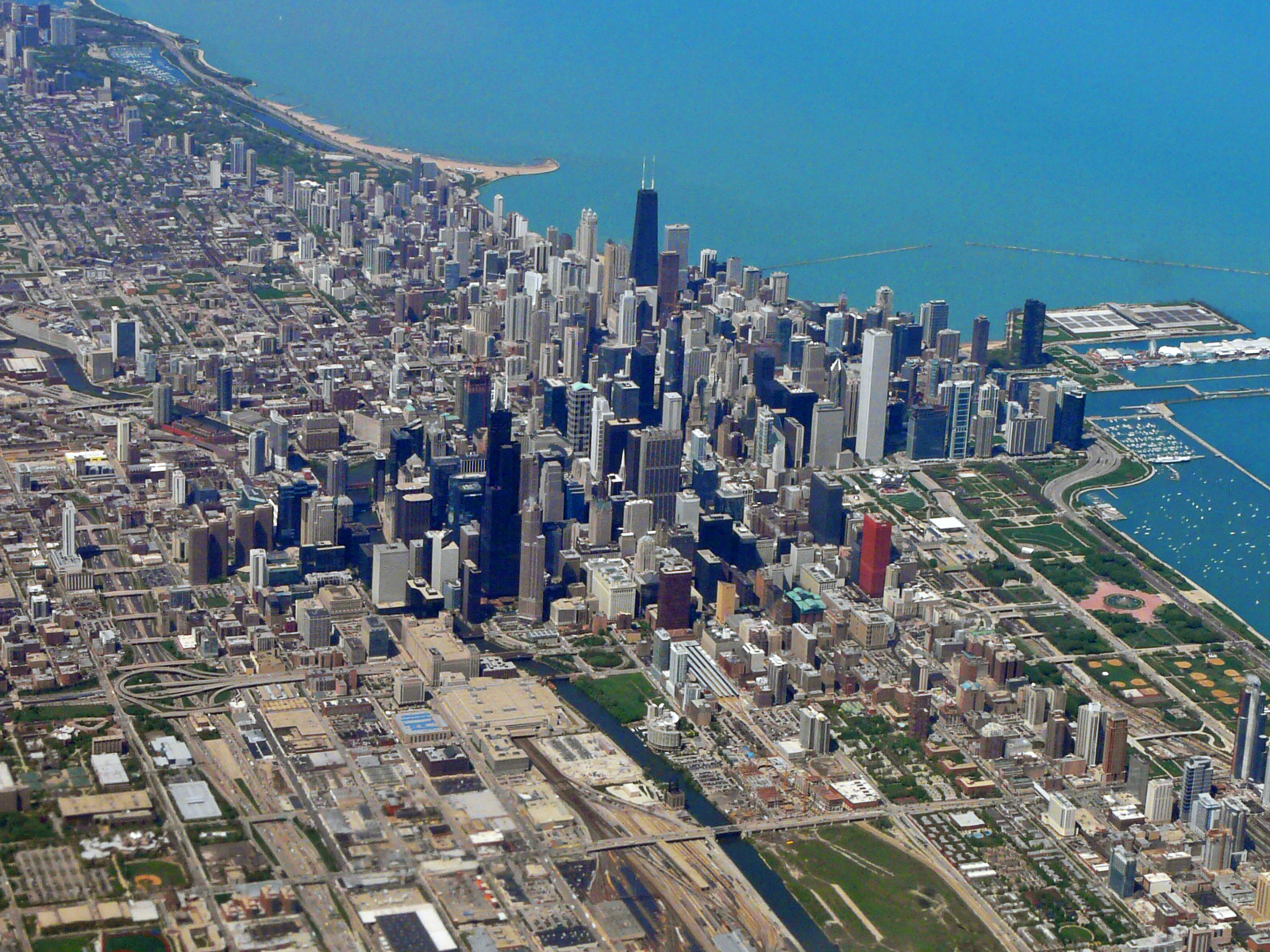
تم إضافة صورة للمقال

الإقتصاد المؤسسي الجديد أو الإقتصاد المؤسسي الحديث (بالإنجليزية: New institutional economics)‏ هو منظور إقتصادي لمحاولات توسيع نطاق الإقتصاد من خلال التركيز على المعايير والقواعد التي يقوم عليها النشاط الإقتصادي والإجتماعي والقانوني مع تحليل ما وراء الإقتصاد المؤسساتي في وقت سابق لمبادئ الإقتصاد الكلاسيكي الجديد.
الإقتصاد المؤسسي الحديث له جذور في كتابين من تأليف رونالد كوس «طبيعة الشركة» (1937) و«مشكلة التكلفة الإجتماعية» (1960). في الكتاب الثاني تعرض نظرية كوس (كما أطلق عليه لاحقا) يؤكد أن تكاليف المعاملات دون الملكية بديلة يمكن استيعاب المهام الحق مكافئ الصراعات والعوامل الخارجية. وبالتالي، مطلوب تحليل مقارن المؤسسية الناجمة عن مثل هذه التخصيصات ل تقديم توصيات حول استيعاب كفاءة العوامل الخارجية والتصميم المؤسسي، بما في ذلك القانون والإقتصاد.
في الوقت الحاضر مبنية التحليلات الاقتصاد المؤسسي الحديث على مجموعة أكثر تعقيدا من المبادئ والمعايير المنهجية. أنها تعمل ضمن إطار الكلاسيكية الجديدة المعدلة في النظر في القضيتين الكفاءة والتوزيع، على النقيض من التقليدية أو الإقتصاد القديم الأصلي المؤسسية، وهو أمر حاسم من الاقتصاد الكلاسيكي الجديد السائد.
وقد صاغ «الإقتصاد المؤسساتي الجديد» على المدى أوليفر وليامسون في عام 1975.
من بين العديد من الجوانب في التحليلات الإقتصاد المؤسسي الحديث الحالية هي التالية: الترتيبات التنظيمية، وحقوق الملكية، وتكاليف المعاملات،
اكتسبت التزامات ذات مصداقية، وطرق الحكم وقدراته على الإقناع والمعايير الإجتماعية والقيم الأيديولوجية والتصورات حاسمة، ومراقبة، وآلية التنفيذ، خصوصية الأصول، والأصول البشرية، ورأس المال الإجتماعي، والمعلومات غير المتماثلة، السلوك الإستراتيجي، يحدها العقلانية، الانتهازية، سوء الاختيار، المخاطر الأخلاقية والضمانات التعاقدية، وعدم اليقين المحيطة، ورصد التكاليف، والحوافز ل تتواطأ، الهياكل الهرمية، والقوة التفاوضية، الخ
علماء الرئيسية المرتبطة بموضوع تشمل أرمين Alchian ، هارولد ديمسيتز، ستيفن NS تشيونغ، أفنير الحزن، يورام بارزيل، كلود مينار وأربعة الحائزين على جائزة نوبل - رونالد كوس، دوغلاس نورث، إلينور أوستروم وأوليفر وليامسون. أدى التقارب بين الباحثين في تأسيس هذه الجمعية الدولية للإقتصاد المؤسسية الجديدة في عام 1997.